# Máximo André Biennès
Máximo André Biennès (* 29. Juli 1921 in Albi im Département Tarn, Frankreich; † 10. August 2007) war römisch-katholischer Bischof von Cáceres im brasilianischen Bundesstaat Mato Grosso.

## Leben
Máximo André Biennès trat der Ordensgemeinschaft der Franziskaner (TOR) – Orden der regulierten Tertiaren des hl. Franziskus bei und empfing am 20. Juni 1947 die Priesterweihe. Er studierte von 1939 bis 1942 Philosophie und von 1943 bis 1947 Katholische Theologie am Priesterseminar in Albi, Frankreich. Von 1974 bis 1977 absolvierte er ein Aufbaustudium in Philosophie und Pädagogik in São João del Rei.
Von 1948 bis 1955 war er Vikar in Guajará-Mirim im nördlichen Bundesstaat Rondônia in Brasilien. Von 1955 bis 1967 war er Apostolischer Administrator des Bistums São Luíz de Cáceres. Am 3. November 1967 wurde er von Papst Paul VI. zum Bischof von São Luíz de Cáceres ernannt. Die Bischofsweihe spendete ihm Agnelo Kardinal Rossi am 25. Februar 1968 in São Paulo. Mitkonsekratoren waren der Prälat von Chapada, Wunibald Talleur OFM, und der Prälat von Diamantino, Alonso Silveira de Mello SJ. Sein Wahlspruch war „In Via Justitiae“. Am 24. Juli 1991 nahm Papst Johannes Paul II. seinen vorzeitigen Rücktritt an.
In Cáceres wurde das Centro de Direitos Humanos Dom Máximo Biennès (CDHDMB) („Diözesanes Zentrum für Menschenrechte Dom Maximo Biennes“) nach ihm benannt.